# Mircea III da Valáquia
Mircea III (Antes de 16 de Dezembro de 1447– Depois de 7 de Novembro de 1480), foi Príncipe da Valáquia entre 1 de Junho e 7 de Novembro de 1480.

## Biografia
Filho ilegítimo de Vlad II Dracul, a sua candidatura ao trono é apoiada por Estêvão III da Moldávia. Assim, no início de Junho de 1480, os exércitos da Principado da Transilvânia e da Moldávia marcham em direção à Valáquia, onde depõem o Príncipe Bassarabe IV. Mircea referiu que adquirira "a propriedade dos pais, sua por direito". Para reforçar o Estado, reconheceu a suserania do Império Otomano e escreveu para Braşov. Mircea pretendeu ainda estabelecer boas relações com o rei da Hungria, Matias Corvino. A sua biografia carece de informação a partir deste ponto, e só se sabe que foi deposto por Bassarabe IV da Valáquia a 7 de Novembro de 1480. Desconhece-se a sua data de morte.
Este príncipe é muitas vezes omitido. Os que o incluem na lista de príncipes numeram-no, por vezes, Mircea II, por aqueles que defendem que Mircea II da Valáquia (r.1442) não governou realmente, sendo somente um regente durante a ausência do pai.